# لينا فلور
لينا فلور هي كاتِبة فلبينية، ولدت في 6 أكتوبر 1914، وتوفيت في 11 فبراير 1976.